# Plume (dessin)
Pour les articles homonymes, voir Plume.
La plume est un instrument de dessin au tracé strictement linéaire. Aux XIVe et XVe siècles, dans les dessins à la ligne pure où les profils sont de mise, les ombres sont simplement marquées par quelques traits de plume parallèles aux lignes principales. Les hachures dans le rendu des ombres et des lumières sont une innovation importante dans le développement du dessin à la plume.

## Plume d’oiseau
La texture d’une tige de plume d’oiseau ressemble à celle de l’ongle humain : il s’agit d’une structure permettant des lignes aussi subtiles que vigoureuses. Une fois taillée à la perfection, la plume glisse facilement et sans effort sur le papier. Faciles à se procurer, les plumes doivent être minutieusement choisies par l’artiste.
La plume d’oie est celle que l’on trouve le plus fréquemment à partir du Moyen Âge. Elle donne un trait régulier parce qu’elle retient mieux l’encre. Les artistes sont d’accord sur le fait que les plumes de corbeaux, de coqs et de bécasses permettent un tracé plus fin et délicat que toutes les autres plumes.
Le dessin à la plume d’oiseau ne requiert pas de pression de la main de l’artiste. Toutefois, il est possible d’élargir le trait en appuyant légèrement, ce qui évite à l’artiste de changer de plume à tout moment pour obtenir des effets variés.
La technique de la plume nécessite néanmoins une grande maîtrise qui s’acquiert avec des années de pratique, jusqu’à ce que l’outil devienne une extension de la main de l’artiste plutôt qu’un instrument auxiliaire entre lui et le papier.

## Plume de roseau
Le roseau est une plante aquatique à tige droite et lisse. Utilisé pour l’écriture, le roseau l’est peu en art, car il présente des possibilités trop limitées comparativement à la plume d’oie. Possédant une structure fibreuse beaucoup plus rigide, il donne un trait net et dur. Plusieurs artistes l’utilisent néanmoins à leur avantage afin de réaliser des effets de ligne larges et puissantes.
Le roseau laisse l’encre s’écouler plus rapidement que la plume et se déplace moins facilement sur le papier; c’est pour cela qu’il sert surtout à tracer des lignes courtes, larges et interrompues. On trouve aussi des plumes en bambou qui ont sensiblement le même usage.

## Plume métallique
La plume métallique en bronze existait depuis très longtemps, mais c'est au XIXe siècle que sa fabrication industrielle et son usage se généralisent, d'abord pour l'écriture, puis le dessin.
Il y a plusieurs plumes métalliques pour le dessin comme :
- tachikawa g pen qui donne un contact très direct avec le support. Convient pour les cadres et les longues horizontales ou verticales ;
- nikko g pen qui est une plume conique relativement souple qui a un toucher fluide. Convient aux traits assez épais ;
- zebra g pen qui est très utilisée par les mangakas, cette plume est douce mais manque un peu de « nerf » ;
- nikko round pen qui est conçue pour tracer des lignes fines ;
- zebra round pen qui est destinée aux hachures car elle trace des traits court et fins.